# Mission: Impossible
Mission: Impossible je americký akční film z roku 1996 od režiséra Brian De Palma, v hlavní roli s Tomem Cruisem. Film je založen na seriálech Mission Impossible a Nulová šance sleduje Ethana Hunta (Cruise) a jeho misi odhalit špiona, který na něj nahrál vraždy celého jeho týmu.

## Obsah
Ethan Hunt byl křivě obviněn za vraždu svých kolegů agentů během mise na americké ambasádě v Praze, která se nepovedla, a dále za zištné vyzrazení vládních tajemství tajemnému mezinárodnímu kriminálníkovi, zvanému "Max".

## Herci
- Tom Cruise jako Ethan Hunt
- Jon Voight jako Jim Phelps
- Emmanuelle Béart jako Claire Phelps
- Henry Czerny jako Eugene Kittridge
- Jean Reno jako Franz Krieger
- Ving Rhames jako Luther Stickell
- Kristin Scott Thomas jako Sarah Davies
- Vanessa Redgraveová jako Max
- Emilio Estevez jako Jack Harmon
- Ingeborga Dapkūnaitė jako Hannah Williams
- Karel Dobrý jako Matthias
- Marcel Iureș jako Alexander Golitsyn[3]
- Rolf Saxon jako C.I.A. Analyst William Donloe
- Olegar Fedoro jako kyjevský agent
- Dale Dye jako Frank Barnes